# Villars-en-Pons
Villars-en-Pons is een gemeente in het Franse departement Charente-Maritime (regio Nouvelle-Aquitaine) en telt 563 inwoners (2008). De plaats maakt deel uit van het arrondissement Saintes.

## Geografie
De oppervlakte van Villars-en-Pons bedraagt 13,3 km², de bevolkingsdichtheid is 33,9 inwoners per km².
De onderstaande kaart toont de ligging van Villars-en-Pons met de belangrijkste infrastructuur en aangrenzende gemeenten.

## Demografie
Onderstaande figuur toont het verloop van het inwonertal (bron: INSEE-tellingen).

## Externe links

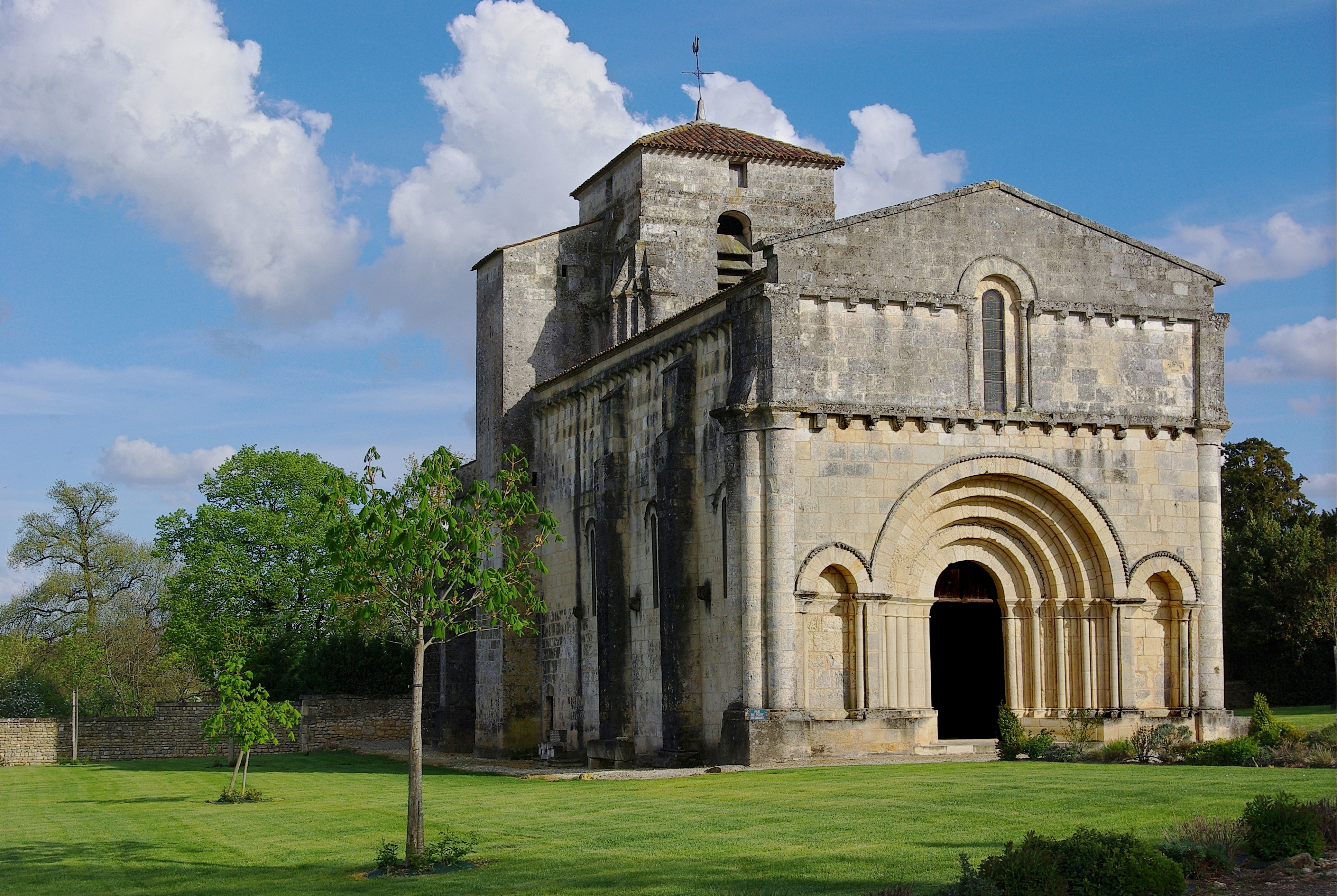
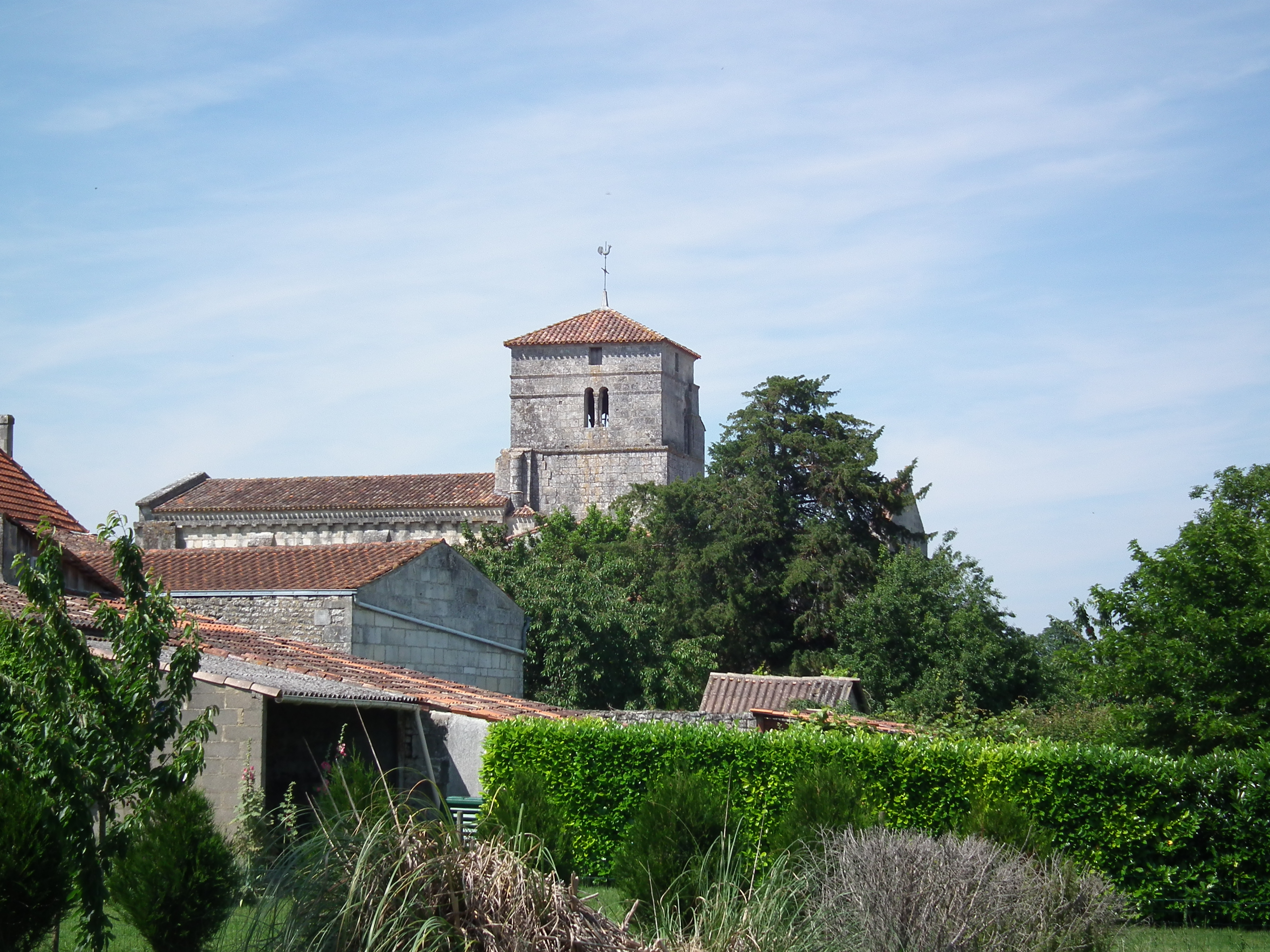
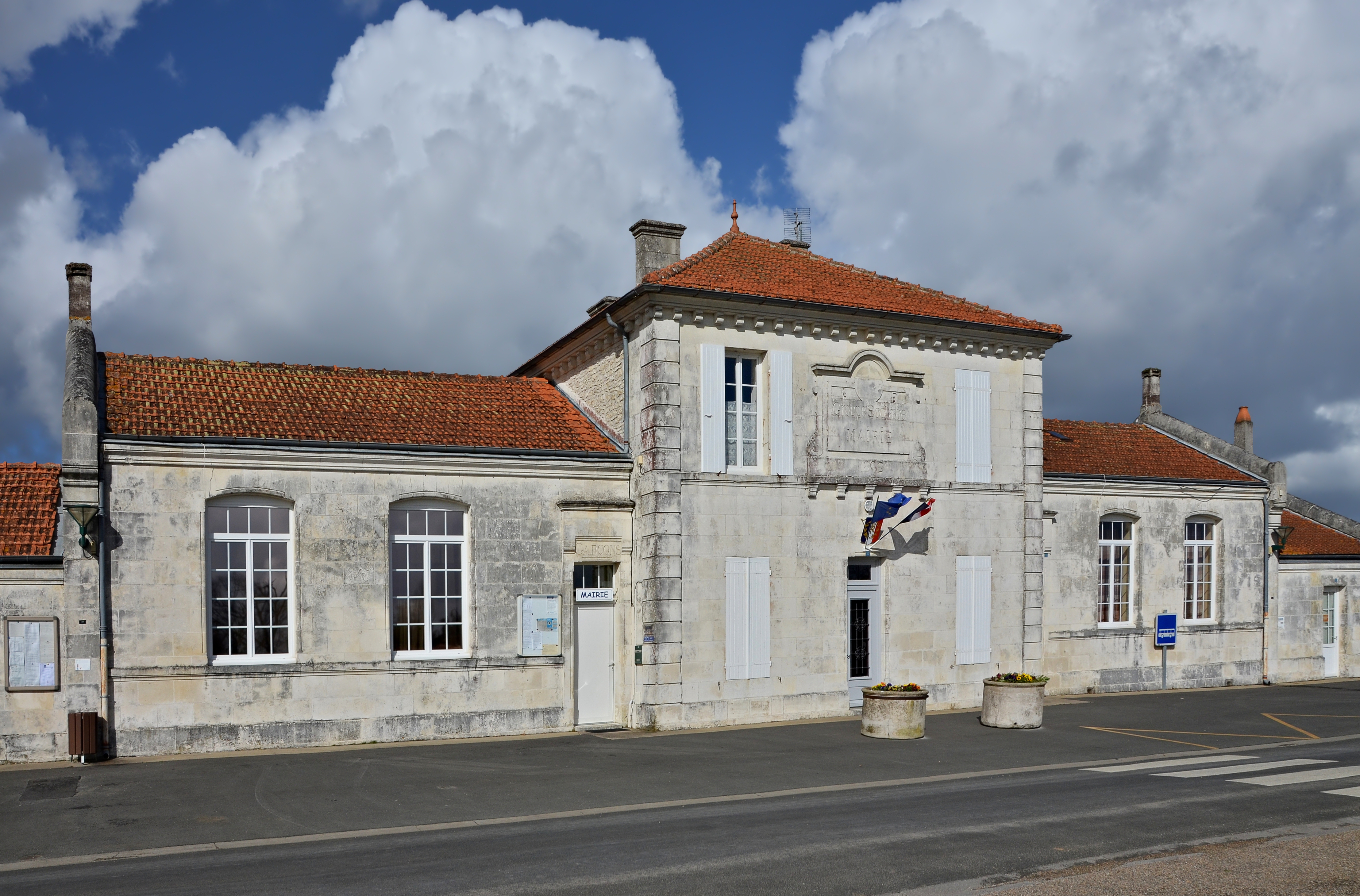